# Підберезняк Вадим Іванович
Підберезняк Вадим Іванович (нар. 22 березня 1972, Миколаїв) — народний депутат України Верховної Ради України VIII скликання.

## Політична діяльність
Був заступником голови Веселинівської РДА.
У 2011 році на виборчому окрузі № 129 йшов кандидатом від партії «Батьківщина».
2013–2014 — депутат Миколаївської обласної ради.
2014–2015 — радник голови Миколаївської ОДА.
Голова Миколаївської обласної організації «Народного фронту».

## Скандали
Неодноразово потрапляв у скандали. Так, у Врадіївку він привозив тітушок для «особистої охорони». Бувши офіційно безробітним, придбав елітний позашляховик BMW X5 ціною у 3 млн гривень.

## Парламентська діяльність
Член Комітету Верховної Ради з питань транспорту.
Був одним з 59 депутатів, що підписали подання, на підставі якого Конституційний суд України скасував статтю Кримінального колексу України про незаконне збагачення, що зобов'язувала держслужбовців давати пояснення про джерела їх доходів і доходів членів їх сімей. Кримінальну відповідальність за незаконне збагачення в Україні запровадили у 2015 році. Це було однією з вимог ЄС на виконання Плану дій з візової лібералізації, а також одним із зобов'язань України перед МВФ, закріпленим меморандумом.